# Anisoplia arvicola
Anisoplia arvicola är en skalbaggsart som beskrevs av Fabricius 1781. Anisoplia arvicola ingår i släktet Anisoplia och familjen Rutelidae. Inga underarter finns listade i Catalogue of Life.